# Чернушка (приток Уя)
Чернушка (Беркут) — река в Костанайской области Казахстана, низовье — в Челябинской области России. Устье реки находится в 209 км по правому берегу реки Уй. Длина реки составляет 14 км.

## Данные водного реестра
По данным государственного водного реестра России относится к Иртышскому бассейновому округу, водохозяйственный участок реки — Тобол от истока до впадения реки Уй, без реки Увелька, речной подбассейн реки — Тобол. Речной бассейн реки — Иртыш.